# Офіцерська тростина

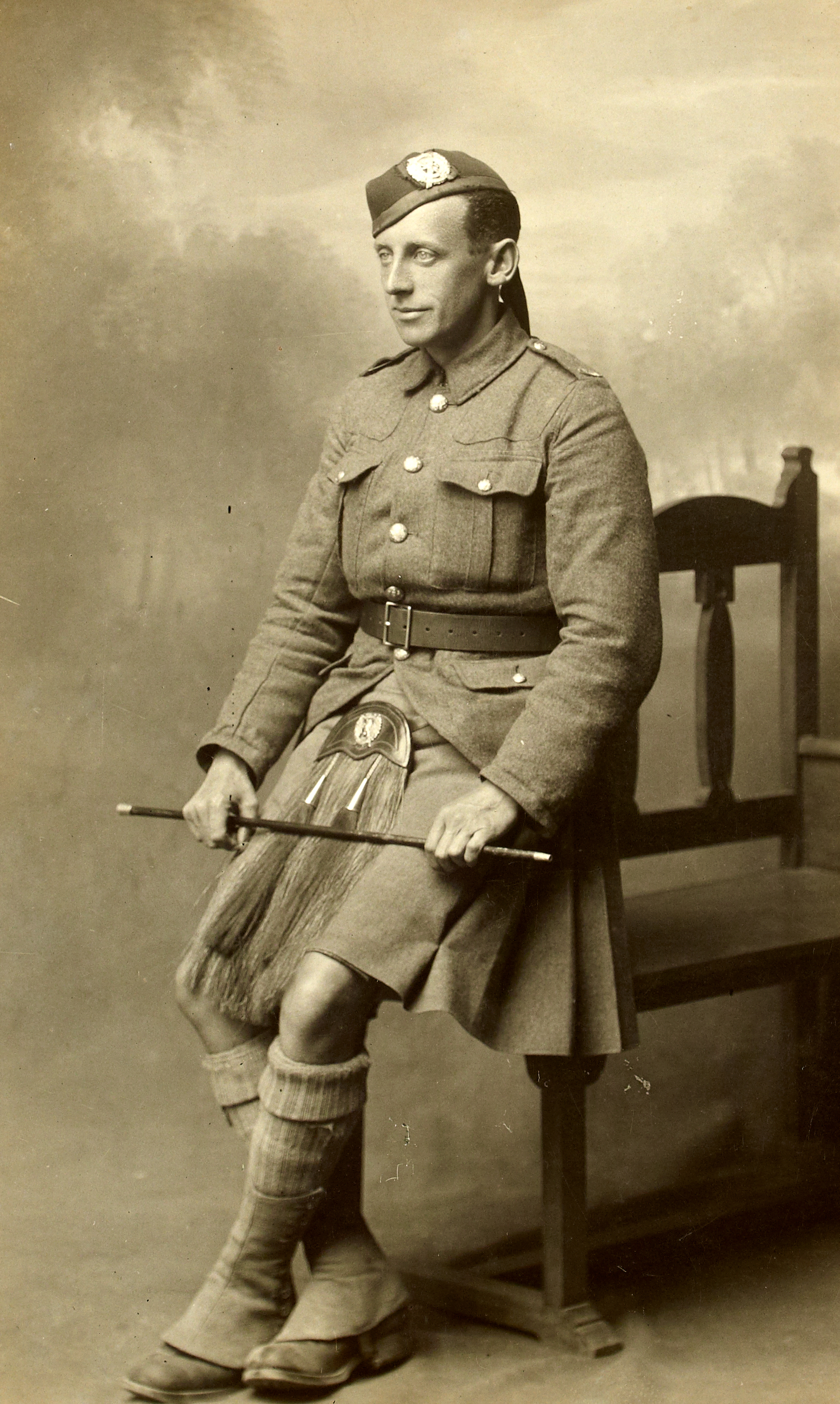
Британський солдат з армійською тростиною, 1921 рік

Офіцерська тростина — різновид тростини, який був складовою офіцерської форми. Зараз майже вийшли з ужитку.
Палиці з давніх часів були атрибутом командирів: давньоримські центуріони мали кийок з виноградної лози (лат. vitis), який використовували для тілесних покарань провинних солдатів. Тростини належало мати й «начальним людям» московських стрільців.
У британській армії прийняті військові тростини (англ. swagger stick), зроблені зазвичай з ротанґа. До Першої Світової війни їх носили як елемент форми поза строєм всі військовослужбовці. У піхоті тростину належало нести під пахвою, кавалеристи замість swagger stick носили хлист для верхової їзди. Окрім тростини swagger stick, існує також pace stick — подвійна, схожа циркуль палиця, що використовується для заміру кроків солдатів. Вважається, що вона веде походження від пристрою gunner's stick, вживаного артилеристами для вимірювання необхідної відстані між гарматами.
Зараз офіцерські тростини зрідка використовуються поза строєм британськими й американськими військовослужбовцями.

## Галерея

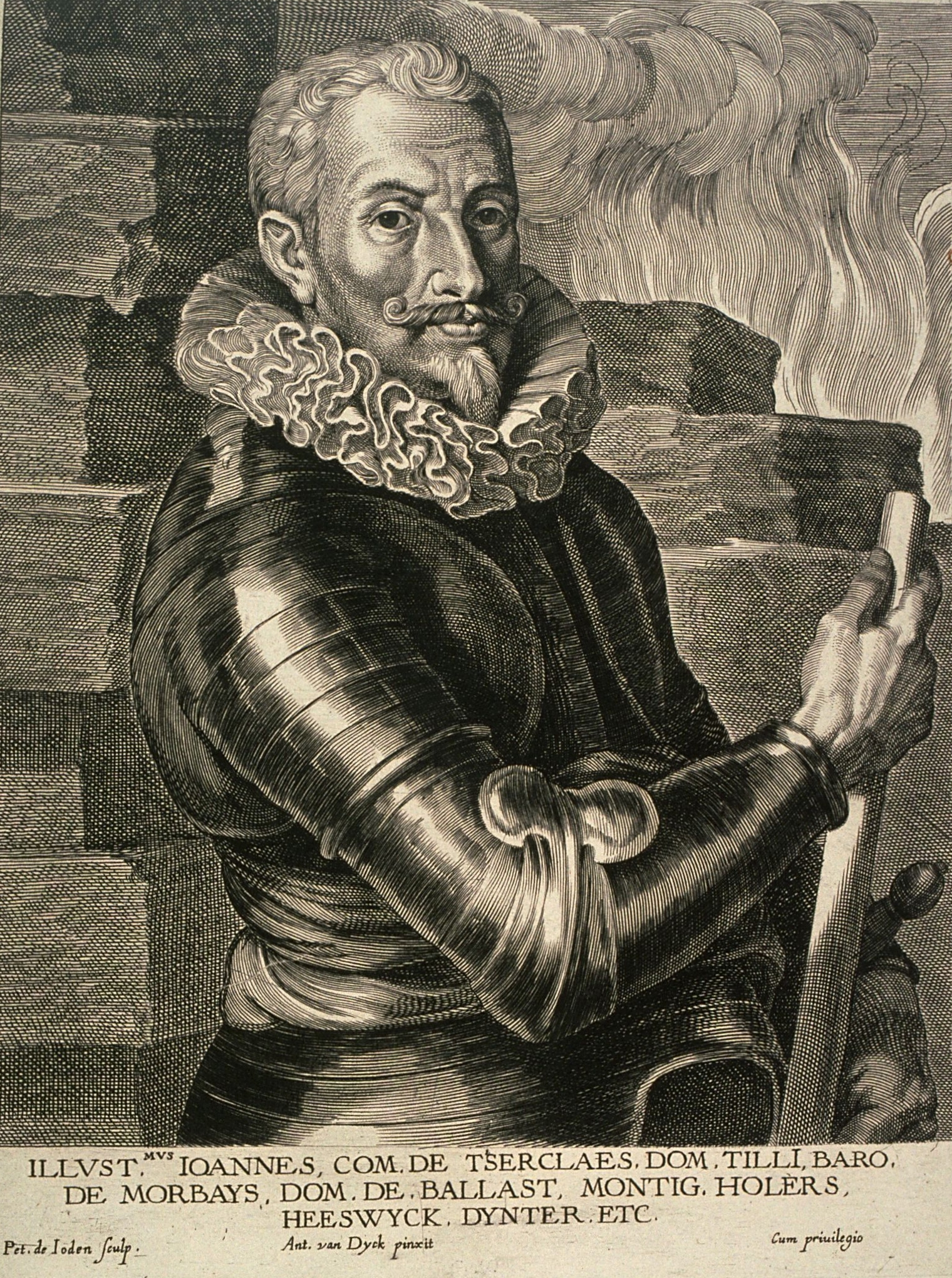
Фельдмаршал Й. Ц. Тіллі з тростиною
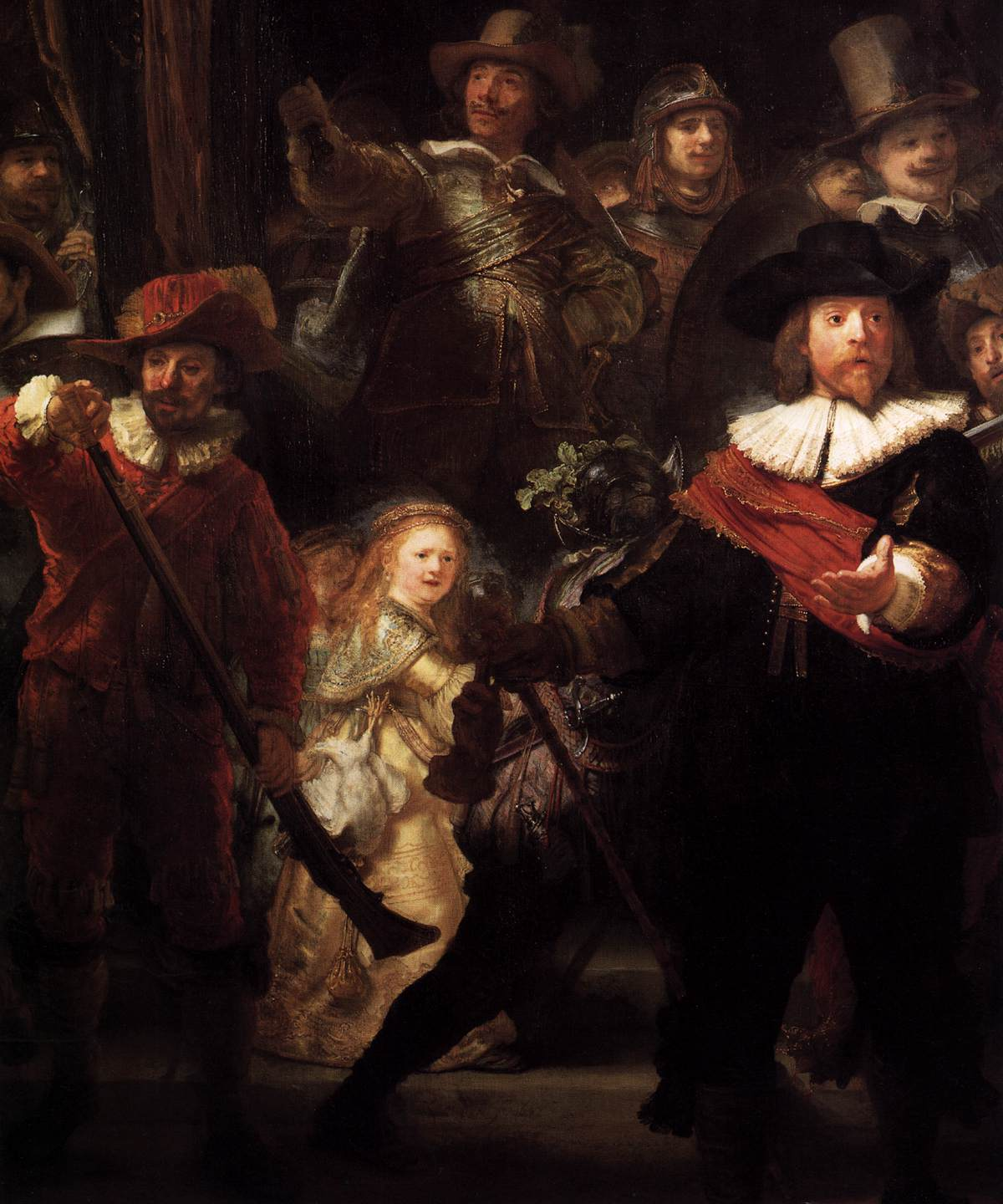
Капітан Франс Кок з тростиною (фрагмент картини Рембрандта «Нічна варта»)
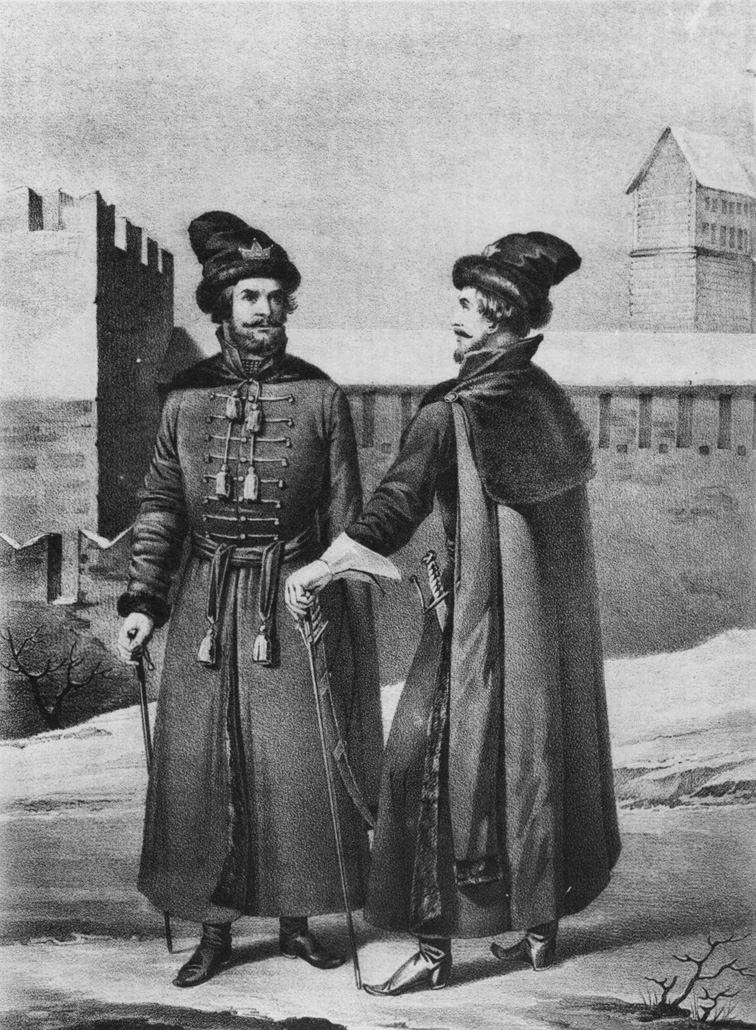
Начальні люди (офіцери) Московських Стрілецьких полків